# Life Without Buildings
Life Without Buildings est un groupe de post-punk britannique, originaire de Glasgow, en Écosse. Malgré une carrière de courte durée et un succès confidentiel le groupe se fait remarquer par un brillant premier (et unique) album sorti en 2001, Any Other City. Il reste encore remarqué grâce au chant de Sue Tompkins qui vaut au groupe des comparaisons avec le groupe anglais The Fall.

## Biographie
Life Without Buildings est formé durant l'été 1999 à Glasgow, en Écosse, par des élèves de l'école des Beaux-Arts de Glasgow. Le groupe est nommé d'après une face-B du groupe Japan. Il est à l'origine composé de Will Bradley (batterie), Chris Evans (basse) et Robert Johnston (guitare). Ils sont rapidement rejoint par l'artiste Sue Tompkins (chant). 
Remarqué à la suite de leur premier concert londonien, ils sortent un premier simple, The Leanover, en mars 2000 sur Tugboat Records, une division du label Rough Trade. Ce premier enregistrement est accueilli très positivement et permet au groupe de publier deux autres singles dans le courant de l'année et enfin un premier album, Any Other City, en 2001. L'album sort également aux États-Unis sur le label DCBaltimore2012. Le groupe se sépare en 2002 sans donner d'explication.
En 2007, un enregistrement live du groupe sort sur le label Gargeblast Records. L'enregistrement date de la dernière tournée de Life Without Buildings, lors d'un concert à Sydney, au Annandale Hotel, le 14 décembre 2002. Live at the Annandale Hotel réunit la quasi-intégralité des titres du groupe augmentée d'un inédit, Liberty Feelup.

## Membres
- Sue Tompkins - chant
- Robert Johnston - guitare
- Chris Evans - basse
- Will Bradley - batterie

## Discographie

### Albums studio
- 2001 : Any Other City (LP/CD, Tugboat Records /TUGLP23/TUGCD23, février, le 9 avril en Australie)
- 2001 : Any Other City (CD, DCBaltimore2012 / DCB 003, 26 février) (+ Daylighting en piste bonus)

### Singles
- 2000 : The Leanover / New Town (7", Tugboat Records / TUGS016, mars)
- 2000 : Is Is and the IRS / Lets Get Out (7"/CD, Tugboat Records / TUGS019, juin)
- 2000 : Young Offenders / New Town (7"/CD, Tugboat Records / TUGS026, novembre)
- 2001 : Love Trinity / Is Is and the IRS (nouvelle version) / Daylighting (CD, Trifekta / HORSE015-2, 13 décembre)

### Album live
- 2007 : Live at the Annandale Hotel (CD/téléchargement, Gargleblast Records ; 11 juin au Royaume-Uni, 14 août aux États-Unis)

### Compilations
- 2000 : Is Is and he Irs sur Blueprint - Digital Blueprint of Abstract Dance (2xCD, Blueprint, BLUECD01)
- 2000 : Is Is and The Irs sur e.g. Sometime Instant (CD, Radiotuesday)
- 2001 : Pop Life (reprise de Prince) sur Homesleep Home²: Cover Songs (CD, Homesleep Music, rec 2008)
- 2002 : Envoys sur Little Darla Has a Treat for You (Vol. 18) (CD, Darla Records, DRL 120, novembre)
- 2003 : The Leanover sur Rough Trade Shops - Post Punk 01 (2xCD, Mute Records)